# Haworthia cymbiformis
Haworthia cymbiformis és una espècie vegetal del gènere Haworthia de la subfamília de les asfodelòidies (Asphodeloideae).

## Descripció
Haworthia cymbiformis és una petita suculenta sense tija amb rosetes de fulles de color verd pàl·lid amb franges longitudinals fosques i puntes transparents. Les rosetes creixen fins a 8 cm d'alçada i 10 cm de diàmetre. Les fulles són carnoses, en forma de barca, fins a 5 cm de llarg i fins a 2 cm d'amplada. Les flors són tubulars, de color blanc a rosa molt pàl·lid amb venes de color verd marronós i apareixen des de mitjans de la primavera fins a principis de l'estiu en inflorescències esveltes de fins a 20 cm d'alçada.

## Distribució i hàbitat
Haworthia cymbiformis és originària de Sud-àfrica (de Port Elizabeth fins a East London, a la província del Cap Oriental, en vessants rocosos al llarg de rius i rierols.

## Taxonomia
Haworthia cymbiformis va ser descrita per Henri August Duval i publicat a Pl. Succ. Horto Alencon. 7, a l'any 1809.
Etimologia
Haworthia: nom en honor del botànic britànic Adrian Hardy Haworth (1767-1833).
cymbiformis: epítet llatí que significa "en forma de barca".
Varietats acceptades
- Haworthia cymbiformis var. cymbiformis (varietat tipus)
- Haworthia cymbiformis var. angustata Poelln., Repert. Spec. Nov. Regni Veg. 44: 230 (1938)
- Haworthia cymbiformis var. incurvula (Poelln.) M.B.Bayer, Haworthia Handb.: 124 (1976)
- Haworthia cymbiformis var. obtusa (Haw.) Baker, J. Linn. Soc., Bot. 18: 209 (1880)
- Haworthia cymbiformis var. ramosa (G.G.Sm.) M.B.Bayer, Haworthia Revisited: 60 (1999)
- Haworthia cymbiformis var. setulifera (Poelln.) M.B.Bayer, Haworthia Revisited: 62 (1999)[5]

Sinonímia
- Aloe cymbiformis Haw., Trans. Linn. Soc. London 7: 8 (1804) (basiònim reemplaçat)
- Catevala cymbiformis (Haw.) Kuntze, Revis. Gen. Pl. 2: 707 (1891).[6]